# Burlington (Oregon, Multnomah megye)
Burlington az Amerikai Egyesült Államok északnyugati részén, Oregon állam Multnomah megyéjében, a U.S. Route 30 mentén elhelyezkedő önkormányzat nélküli település.
Az 1909-ben alapított helység az Oregon Electric Railway vasútvonala mentén feküdt.

## Fordítás
- Ez a szócikk részben vagy egészben  a   Burlington, Multnomah County, Oregon című angol Wikipédia-szócikk ezen változatának fordításán alapul.  Az eredeti cikk szerkesztőit annak laptörténete sorolja fel. Ez a jelzés csupán a megfogalmazás eredetét és a szerzői jogokat jelzi, nem szolgál a cikkben szereplő információk forrásmegjelöléseként.